# Ana María Noé
Ana María Noé (Palma, 1914 - Madrid, juliol de 1970) va ser una actriu mallorquina.

## Biografia
Va començar la seva activitat artística a Barcelona i va començar a despuntar després de la guerra civil espanyola i en 1940 comptava ja la seva pròpia companyia amb la qual va interpretar Lo increíble (1940), El nido ajeno (1941), i Vidas cruzadas (1942), totes elles de Jacinto Benavente i al costat d'Enric Guitart i Matas.
En 1942 estrena a Espanya La herida del tiempo de John Boynton Priestley a la que seguirien Don Álvaro o la fuerza del sino amb Alfonso Muñoz al Teatro Español, Hay una mujer de diferencia (1944) o Las de Caín (1945). Integrada, des de principis dels anys 50 en la companyia del Teatro Español, estrena, a les ordres de José Tamayo, grans obres de la Literatura com Diálogos de Carmelitas (1954), de Georges Bernanos, Seis personajes en busca de autor (1955), de Pirandello, Proceso de Jesús (1956), de Diego Fabbri, Las brujas de Salem (1956), d'Arthur Miller, El diario de Ana Frank (1957), Réquiem por una mujer (1957), de William Faulkner, Don Juan Tenorio (1958), de Zorrilla, Un soñador para un pueblo (1958), d'Antonio Buero Vallejo. Des de principis dels 60 abandona l'Español, però manté la seva activitat teatral amb èxits com Largo viaje del día hacia la noche (1960), d'Eugene O'Neill, La dama del alba (1962), d'Alejandro Casona o La pechuga de la sardina (1964), de Lauro Olmo.
Va debutar al cinema i va rodar una vintena de pel·lícules, algunes d'elles Spaghetti western en els anys 60. En aquesta dècada va tenir també una destacada presència en televisió, amb intervenció en espais com Novela o Estudio 1. Als Premis del Sindicat Nacional de l'Espectacle de 1964 va rebre el premi a la millor actriu secundària.

## Filmografia
| Any  | Títol                                     | Paper                 | Notes      |
| ---- | ----------------------------------------- | --------------------- | ---------- |
| 1942 | Se ha perdido un cadáver                  |                       |            |
| 1961 | Los cuervos                               | Berta                 |            |
| 1961 | Pecado de amor                            | Bella                 |            |
| 1962 | A hierro muere                            | Doña Ana              |            |
| 1962 | Mentirosa                                 |                       |            |
| 1962 | Los culpables                             | Mestressa de la tenda |            |
| 1962 | Dulcinea                                  | Dona malalta          |            |
| 1963 | La becerrada                              | Mare Superiora        |            |
| 1963 | Vida de familia                           | Aurelia               |            |
| 1964 | El espontáneo                             | La Mare               |            |
| 1965 | Jandro                                    | Regina                |            |
| 1965 | El mundo sigue                            | Lina                  |            |
| 1965 | Los jueces de la Biblia (Gedeón y Sansón) | Mare de Sansone       |            |
| 1965 | El castigador                             | Señora Eugenia        |            |
| 1966 | Siete pistolas para los Mac Gregor        | Mamie MacGregor       |            |
| 1966 | La dama del alba                          | Serventa              |            |
| 1967 | La furia de Johnny Kidd                   | Mare del Monster      |            |
| 1967 | Siete mujeres para los Mac Gregor         | Mamie Mac Gregor      |            |
| 1967 | O.K. Connery                              | Lotte Krayendorf      |            |
| 1967 | Al ponerse el sol                         | Carmen Lara           |            |
| 1967 | La mujer de otro                          |                       |            |
| 1969 | Sabata                                    | Mare de Sharky        | Uncredited |
| 1969 | Los escondites                            |                       |            |
| 1970 | Matalo!                                   | Constance Benson      |            |
| 1971 | El diablo Cojuelo                         | Celestina             |            |